# Ureña
Ureña é uma cidade venezuelana, capital do município de Pedro María Ureña.